# 李统书
李统书（1946年6月—），生于普宁县里湖镇富美村，中华人民共和国政治人物。1963年8月加入中国人民解放军陆军124师，后逐步晋升至371团副政委。1984年离开军队，来到深圳，转业至深圳市委组织部工作，1994年起先后担任深圳市委副秘书长、政策研究室主任、市委秘书长兼办公厅主任、市委常委兼任秘书长、市纪委书记、市委副书记兼政法委书记、汕头市委书记、汕头市人大常委会主任。
2004年任广东省委常委、统战部部长，广东省政协副主席，第十届全国政协委员。他還是中共十六大代表，第九届广东省委委员，第九届广东省政协委员。